# Ordre pour le service à la Patrie (Azerbaïdjan)
L'ordre pour le service à la Patrie est la récompense de l'État de la République d'Azerbaïdjan.

## Histoire
L'ordre pour le service à la Patrie a été établi le 7 novembre 2003.

## Statut
L'ordre est décernées pour les services suivants:
- Activité productive, excellence et services publics exceptionnels;
- Contributions particulières à la construction de l'État national;
- Contributions spéciales dans les domaines de la science, de l'éducation et de la santé[3].